# Index (strona główna)

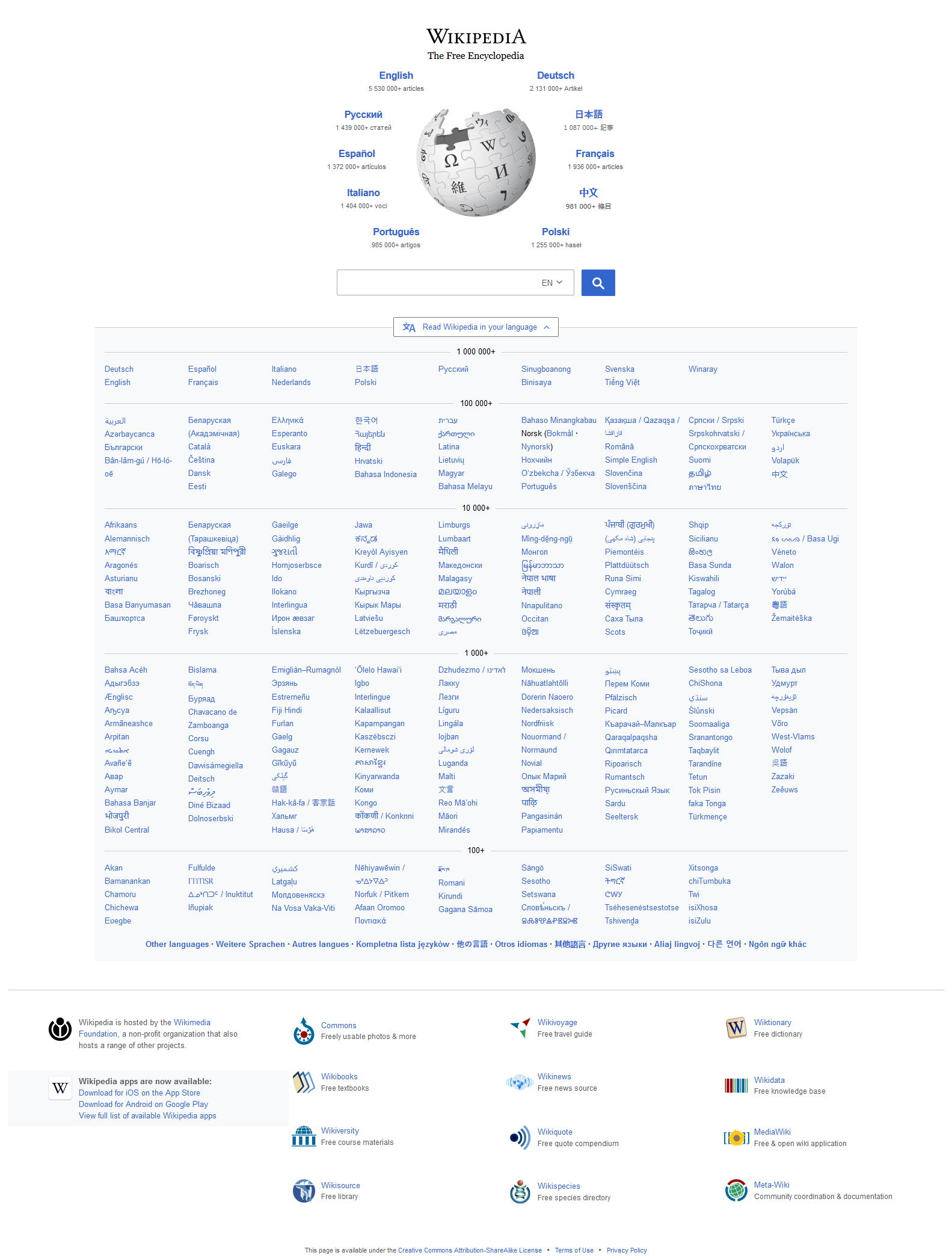
Głowna strona Wikipedii (2018)

Index – główna strona internetowa na serwerze wczytywana, jeżeli użytkownik nie podał adresu URI do konkretnego zasobu. Mianem index określa się również główną stronę serwisu internetowego.
Strony główne mogą mieć dowolne rozszerzenia nazwy pliku index, gdyż nie jest ono czytane przez przeglądarki internetowe. O tym, z jakim rozszerzeniem plik index będzie interpretowany jako strona główna, decyduje konfiguracja serwera WWW.
Najczęściej spotykanymi plikami index są:
- index.html, index.htm, index.xhtml, index.xht – strona zbudowana w języku HTML lub XHTML
- index.php, index.php3, index.php4, index.php5, index.phtml – strona zawierająca kod PHP
- index.asp – strona zawierająca kod ASP
- index.shtml – strona zawierająca wstawki SSI